# Hubert Hessell Tiltman
Hubert Hessell Tiltman (* 2. Februar 1897 in Birmingham; † 10. August 1976 in Port Said, Ägypten) war ein britischer Journalist und Schriftsteller.

## Leben und Tätigkeit
In den 1930er Jahren begann Tiltman als Journalist für den Daily Herald zu arbeiten. 1935 wurde er erstmals Auslandskorrespondent in Japan, wo er – mit Unterbrechungen – bis zu seinem Tod leben sollte. Die Fachzeitschrift The East bezeichnete ihn 1965 als den "Doyen" der Auslandspresse in Japan und vermerkte, dass er seit 1935 mehr als 9000 Tage in Japan und den (ehemaligen) Empire-Staaten des Fernen Ostens verbracht habe. Außer für den Herald schrieb er auch für den Manchester Guardian und die Daily News.
Während er über die gewaltsame japanische Expansion auf dem ostasiatischen Kontinent berichtete wurde Tiltman um 1937 vorübergehend von der japanischen Geheimpolizei Kempeitai wegen des Verdachtes der Spionage in Haft genommen. Offiziell wurde ihm der ungewöhnliche Vorwurf, "eine Photographie ohne Kamera" angefertigt zu haben, zur Last gelegt. Trotz der Bizarrerie der Anklagebegründung nimmt der Autor Paul French unter Verweis auf Tiltmans enge Beziehung zu Percy Thomas Etherton (einem bekannten Nachrichtenagenten) an, dass der ihm gemachte Vorwurf der Spionage zugetroffen haben dürfte und er zumindest nebenbei Informationen für den Secret Intelligence Service (SIS) sammelte.
Tiltman berichtete in den 1930er Jahren als Auslandskorrespondent über den Chinesisch-Japanischen Krieg (1937–1938), den Einmarsch der polnischen Armee im tschechoslowakischen Teschen (Oktober 1938), die den Spanischen Bürgerkrieg beendende Offensive General Francos gegen Barcelona (1938–1939). In den letzten Wochen vor dem Beginn des Zweiten Weltkriegs, bereiste er zehn Länder bzw. Territorien und berichtete über die dortige Situation angesichts der sich abzeichnenden Eskalation (u. a. Italien, Polen, Danzig, Deutschland, Rumänien, Bulgarien und die Türkei). 
Von den nationalsozialistischen Polizeiorganen wurde Tilman als wichtige Zielperson eingestuft: Im Frühjahr 1940 setzte das Reichssicherheitshauptamt in Berlin ihn auf die Sonderfahndungsliste G.B., ein Verzeichnis von Personen, die im Falle einer erfolgreichen Invasion und Besetzung der britischen Inseln durch die Wehrmacht von den Besatzungstruppen nachfolgenden Sonderkommandos der SS mit besonderer Priorität ausfindig gemacht und verhaftet werden sollten.
Von 1940 bis 1945 berichtete Tiltman aus Washington, D.C. Nach 1945 kehrte er nach Ostasien zurück: Von 1951 bis 1963 war er Japankorrespondent des Manchester Guardian und von 1948 bis 1962 Sonderberichterstatter über japanische Angelegenheiten der Washington Post. Außerdem lieferte er Beiträge für die britische Wochenzeitung The Economist.
In den 1960er Jahren berichtete Tiltman u. a. über den Vietnamkrieg. In seinen letzten Lebensjahren veröffentlichte er noch zwei Bücher. Außerdem war er Berater der Encyclopedia Britannica für Japan betreffende Themen.
Er starb 1976 während einer Schiffsreise von Antwerpen nach Tokyo auf dem polnischen Linienschiff Jurata an einem Herzanfall. Er wurde auf dem Ausländerfriedhof in Yokohama begraben.

## Familie
Tiltman war mit der Schriftstellerin Marjorie Tiltman verheiratet.

## Ehrungen
Tiltman erhielt 1959 den Order of the British Empire und den japanischen Orden des Heiligen Schatzes 4. Klasse.

## Schriften
- Poverty Lane. A Novel, 1926.
- Kings of Commerce, 1928. (zusammen mit Thomas Charles Bridges)
- More Heroes of Modern Adventues, 1930. (zusammen mit Thomas Charles Bridges)
- J. Ramsay MacDonald: Labor's Man of Destiny, 1929. (erneut 1931 als James Ramsay MacDonaly. Labour's Man of Destiny)
- The Terror in Europe, 1931.
- Slump! A Study of Stricken Europe To-Day, 1932.
- Recent Heroes of Modern Adventures, 1932. (zusammen mit Thomas Charles Bridges)
- Japan. Mistress of the Pacific?, 1933. (mit Percy Thomas Ehterton)
- Paesant Europe, 1934.
- Manchuria. A Cockpit of Asia, 1934. (zusammen mit Percy Thomas Etherton)
- Heroes of Everyday Adventure, 1934. (zusammen mit Thomas Charles Bridges)
- Further Heroes of Modern Adventures, 1936. (zusammen Thomas Charles Bridges)
- European Excursions, 1936.
- The Far East Comes Nearer, 1937.
- The Uncensored Far East, 1937.
- The Far East Comes Nearer, 1937.
- Master Minds of Modern Science, 1939. (zusammen mit Thomas Charles Bridges)
- The Pacific. A Forecast, 1970 (zusammen mit Percy Thomas Ehterton)